# 有峰県立自然公園
有峰県立自然公園（ありみねけんりつしぜんこうえん）は、富山県富山市の南東にある県立自然公園。面積11,600ha。1973年（昭和48年）3月13日指定。
東は中部山岳国立公園に隣接する。北アルプス薬師岳のふもとの有峰湖を中心に、鍬崎山一帯および祐延湖周辺の地域からなる最高標高2090mの山岳公園である。
高山植物や日本海要素の植物が多く見られる他、主に内陸の小雪地域に分布する植物がいくらか見られ、植物地理学的な混乱地帯となっているのが特徴。

## 自然

### 植生
有峰県立自然公園に出現する植物群落は高層湿原や高茎草原を含む非常に多様なものである。特に大多和峠から東谷方向の県境稜線及び鉢伏山、東笠山の山頂付近にあるアカミノイヌツゲ-クロベ群集や、東笠山山頂の風衝地に見られるミヤマナラ群集、伐採跡や山火事跡に侵入するシラカンバ群落や、東笠山や鉢伏山に存在する湿原の植物群落であるミヤマイヌノハナヒゲ-ワタミズゴケ群集や、ダケスゲ群集、祐延湖畔に生育するリュウキンカ-ミズバショウ群集は環境庁の特定植物群落に指定されている

### 植物層
分布上特記すべき植物として、東笠山付近にはマンネンスギ、タテヤマスゲ、ニッコウキスゲ、キリガミネアサヒラン、コバノトンボソウ、ヒメウメバチソウ、ツマトリソウ、イワイチョウ、ヒメシャクナゲが分布する。
祐延地域にはミヤマドジョウツナギ、タカネコウボウ、ミヤマホタルイ、カタクリ、コバイケイソウ、ヒオウギアヤメ、サワラン、テガタチドリ、ノビネチドリ、ミヤマアオイ、ウメバチソウ、シナノオトギリ、オオバキスミレ、オオカサモチ、ミヤマホツツジ、ハルリンドウ、エゾムカシヨモギ、リュウキンカが見られる。
折立地域にはツバメオモト、ヒロハノユキザサ、アリドオシラン、オニノヤガラ、ヒマミヤマウズラ、ホザキイチヨウラン、イワオトギリ、エゾシオガマ、カンチコウゾリナが確認されている。
富山県内にある種で有峰地域でしか見つかっていないものとして、テバコワラビ、ウスゲタマブキ、ヒロハコヌカグサ、ミズギク、ヤナギタンポポ、アサノハカエデ、シオジ、シラカバ、スズラン(絶滅)の9種が挙げられる。これらは本州中部で内陸に分布する植物であり、有峰地域が日本海要素だけでなく内陸の小雪地域の影響を受けた混乱地域であることを示していると考えられる。

## 地理

### 主な山岳
- 鍬崎山

富山のマッターホルンの異名を持つ尖った目立つ山容をしており、山頂部は360度視界が開けている。
- 大品山
- 極楽坂山
- 鉢伏山
- 東笠山

山頂は広い湿原で、ヒメシャクナゲやニッコウキスゲなどの花畑が美しい。
- 西笠山

大湿原の東笠山と比べるとやや植生良好でハイマツの薮林が広がる。
- 寺地山

中部山岳国立公園との境界にある山で、県立公園側の西斜面にミズバショウやニッコウキスゲなどが多い湿地帯が広がっている。

### 河川
- 和田川
- 小口川

### 峠
- 大多和峠

## 地質
東坂森谷中流は手取層群のアンモナイトを含む砂岩露頭があり、ここのものは富山県内では特に状態が良い化石が採られている。

## 参考資料
- 富山大百科事典編集事務局編 『富山大百科事典 下巻』 北日本新聞社